# Easingwold

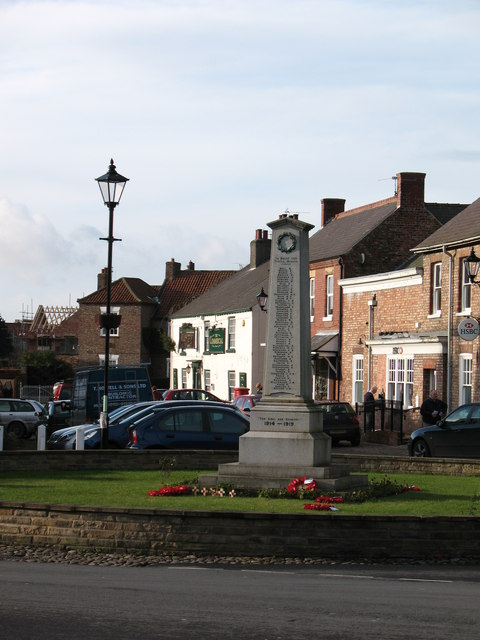
Le monument aux morts d'Easingwold.

Easingwold est une petite ville et une paroisse civile du Yorkshire du Nord, en Angleterre. Elle est située au pied des Howardian Hills, à une vingtaine de kilomètres au nord de la ville d'York. Au recensement de 2011, elle comptait 4 627 habitants.